# Dawon Kahng
Dawon Kahng (* 4. Mai 1931 in Keijō, Unterprovinz Keikidō, Provinz Chōsen, damaliges Japanisches Kaiserreich, heutiges Südkorea; † 13. Mai 1992 in New Brunswick, New Jersey) war ein südkoreanischer Physiker und Präsident des NEC Research Institute. Seine Erfindungen führten zu erheblichen Fortschritten in der Elektronik bzw. Mikroelektronik.

## Leben und Werk
Nach dem Dienst in der südkoreanischen Marineinfanterie studierte Kahng zunächst Physik an der Seoul National University. Dort machte er einen Abschluss als Bachelor of Science (B.Sc.). Anschließend emigrierte D. Kahng 1955 in die USA, um an der Ohio State University zu studieren. Nach einem Abschluss als Master of Science (M.Sc.) promovierte (Ph.D.) er 1959. Anschließend wurde er Mitarbeiter der Bell Telephone Laboratories, heute Lucent Technologies, in Murray Hill, NJ. Dort arbeitete er unter Martin M. Atalla an der Herstellung des Metall-Oxid-Halbleiter-Feldeffekttransistor (MOSFET) auf Basis des Halbleiters Siliciums, welchen sie gemeinsam 1959 entwickelten und 1960 auf der IRE Solid-State Device Research Conference vorstellten. Ebenfalls 1960 wurde ein entsprechendes Patent angemeldet. Seitdem hat sich der MOSFET zu einem der wichtigsten Bauelemente im Rahmen der CMOS-Technik entwickelt und bildet heute in millionen- und milliardenfacher Ausführung das Grundelement der meisten integrierten Schaltungen.
Kahng blieb bis zu seiner Pensionierung im Jahr 1988 bei den Bell Laboratories. Dort leitete und beaufsichtigte er unter anderem Forschungsgruppen im Bereich Hochfrequenz-Schottky-Dioden, ferroelektrische Halbleiter, Halbleiter mit großem Bandabstand, CCD-Sensoren und Flash-Speicher. Für seine Arbeiten erhielt Kahng diverse Auszeichnungen, darunter die Stuart Ballantine Medal des Franklin Institute (1975) und der Distinguished Alumni Award der Ohio State University, College of Engineering. Nach seinem Ausscheiden aus den Bell Laboratories wurde Kahng Gründungspräsident des NEC Research Institute, das langfristige Grundlagenforschung im Bereich Computer- und Kommunikationstechnologien betreibt.
D. Kahng starb am 13. Mai 1992 im St. Peter’s Hospital in New Brunswick an Komplikationen nach einer Notoperation wegen eines rupturierten Aortenaneurysma. Kahng hinterließ seine Frau Young Hee und fünf Kinder: Kim U., Vivienne, Lily, Eileen und Dwight.